# 24 uur van Daytona 2023
De 24 uur van Daytona 2023 (officieel de 2023 Rolex 24 at Daytona) was de 61e editie van deze endurancerace. De race werd verreden op 28 en 29 januari 2023 op de Daytona International Speedway nabij Daytona Beach, Florida.
De race werd gewonnen door de Meyer Shank Racing with Curb-Agajanian #60 van Tom Blomqvist, Colin Braun, Hélio Castroneves en Simon Pagenaud. Voor Castroneves was het zijn derde Daytona-zege en voor Blomqvist en Pagenaud hun tweede, terwijl Braun zijn eerste overwinning in de race behaalde. De LMP2-klasse werd gewonnen door de Proton Competition #55 van James Allen, Gianmaria Bruni, Francesco Pizzi en Fred Poordad. De LMP3-klasse werd gewonnen door de AWA #17 van Wayne Boyd, Anthony Mantella, Thomas Merrill en Nicolás Varrone. De GTD Pro-klasse werd gewonnen door de WeatherTech Racing #79 van Maro Engel, Jules Gounon, Daniel Juncadella en Cooper MacNeil. De GTD-klasse werd gewonnen door de Heart of Racing Team #27 van Roman De Angelis, Ian James, Marco Sørensen en Darren Turner.

## Hoofdrace
Winnaars in hun klasse zijn vetgedrukt.
| Pos. | Klasse  | No. | Team                                        | Coureurs                                                            | Chassis                       | Banden | Ronden |
| Pos. | Klasse  | No. | Team                                        | Coureurs                                                            | Motor                         | Banden | Ronden |
| ---- | ------- | --- | ------------------------------------------- | ------------------------------------------------------------------- | ----------------------------- | ------ | ------ |
| 1    | GTP     | 60  | Meyer Shank Racing with Curb-Agajanian      | Tom Blomqvist Colin Braun Hélio Castroneves Simon Pagenaud          | Acura ARX-06                  | M      | 783    |
| 1    | GTP     | 60  | Meyer Shank Racing with Curb-Agajanian      | Tom Blomqvist Colin Braun Hélio Castroneves Simon Pagenaud          | Acura AR24e 2.4 L Turbo V6    | M      | 783    |
| 2    | GTP     | 10  | Wayne Taylor Racing with Andretti Autosport | Filipe Albuquerque Louis Delétraz Brendon Hartley Ricky Taylor      | Acura ARX-06                  | M      | 783    |
| 2    | GTP     | 10  | Wayne Taylor Racing with Andretti Autosport | Filipe Albuquerque Louis Delétraz Brendon Hartley Ricky Taylor      | Acura AR24e 2.4 L Turbo V6    | M      | 783    |
| 3    | GTP     | 01  | Cadillac Racing                             | Sébastien Bourdais Scott Dixon Renger van der Zande                 | Cadillac V-LMDh               | M      | 783    |
| 3    | GTP     | 01  | Cadillac Racing                             | Sébastien Bourdais Scott Dixon Renger van der Zande                 | Cadillac LMC55R 5.5 L V8      | M      | 783    |
| 4    | GTP     | 02  | Cadillac Racing                             | Earl Bamber Alex Lynn Richard Westbrook                             | Cadillac V-LMDh               | M      | 783    |
| 4    | GTP     | 02  | Cadillac Racing                             | Earl Bamber Alex Lynn Richard Westbrook                             | Cadillac LMC55R 5.5 L V8      | M      | 783    |
| 5    | GTP     | 31  | Whelen Engineering Racing                   | Jack Aitken Pipo Derani Alexander Sims                              | Cadillac V-LMDh               | M      | 771    |
| 5    | GTP     | 31  | Whelen Engineering Racing                   | Jack Aitken Pipo Derani Alexander Sims                              | Cadillac LMC55R 5.5 L V8      | M      | 771    |
| 6    | GTP     | 24  | BMW M Team RLL                              | Philipp Eng Augusto Farfus Colton Herta Marco Wittmann              | BMW M Hybrid V8               | M      | 768    |
| 6    | GTP     | 24  | BMW M Team RLL                              | Philipp Eng Augusto Farfus Colton Herta Marco Wittmann              | BMW P66/3 4.0 L Turbo V8      | M      | 768    |
| 7    | LMP2    | 55  | Proton Competition                          | James Allen Gianmaria Bruni Francesco Pizzi Fred Poordad            | Oreca 07                      | M      | 761    |
| 7    | LMP2    | 55  | Proton Competition                          | James Allen Gianmaria Bruni Francesco Pizzi Fred Poordad            | Gibson GK428 4.2 L V8         | M      | 761    |
| 8    | LMP2    | 04  | CrowdStrike Racing by APR                   | Esteban Gutiérrez Ben Hanley George Kurtz Matt McMurry              | Oreca 07                      | M      | 761    |
| 8    | LMP2    | 04  | CrowdStrike Racing by APR                   | Esteban Gutiérrez Ben Hanley George Kurtz Matt McMurry              | Gibson GK428 4.2 L V8         | M      | 761    |
| 9    | LMP2    | 88  | AF Corse                                    | Julien Canal Nicklas Nielsen François Perrodo Matthieu Vaxivière    | Oreca 07                      | M      | 761    |
| 9    | LMP2    | 88  | AF Corse                                    | Julien Canal Nicklas Nielsen François Perrodo Matthieu Vaxivière    | Gibson GK428 4.2 L V8         | M      | 761    |
| 10   | LMP2    | 35  | TDS Racing                                  | Giedo van der Garde François Heriau Josh Pierson Job van Uitert     | Oreca 07                      | M      | 761    |
| 10   | LMP2    | 35  | TDS Racing                                  | Giedo van der Garde François Heriau Josh Pierson Job van Uitert     | Gibson GK428 4.2 L V8         | M      | 761    |
| 11   | LMP2    | 8   | Tower Motorsports                           | John Farano Scott McLaughlin Josef Newgarden Kyffin Simpson         | Oreca 07                      | M      | 759    |
| 11   | LMP2    | 8   | Tower Motorsports                           | John Farano Scott McLaughlin Josef Newgarden Kyffin Simpson         | Gibson GK428 4.2 L V8         | M      | 759    |
| 12   | LMP2    | 51  | Rick Ware Racing                            | Austin Cindric Devlin DeFrancesco Pietro Fittipaldi Eric Lux        | Oreca 07                      | M      | 758    |
| 12   | LMP2    | 51  | Rick Ware Racing                            | Austin Cindric Devlin DeFrancesco Pietro Fittipaldi Eric Lux        | Gibson GK428 4.2 L V8         | M      | 758    |
| 13   | LMP2    | 52  | PR1/Mathiasen Motorsports                   | Paul-Loup Chatin Ben Keating Nicolas Lapierre Alex Quinn            | Oreca 07                      | M      | 757    |
| 13   | LMP2    | 52  | PR1/Mathiasen Motorsports                   | Paul-Loup Chatin Ben Keating Nicolas Lapierre Alex Quinn            | Gibson GK428 4.2 L V8         | M      | 757    |
| 14   | GTP     | 7   | Porsche Penske Motorsport                   | Matt Campbell Michael Christensen Felipe Nasr                       | Porsche 963                   | M      | 749    |
| 14   | GTP     | 7   | Porsche Penske Motorsport                   | Matt Campbell Michael Christensen Felipe Nasr                       | Porsche 9RD 4.6 L Turbo V8    | M      | 749    |
| 15   | LMP3    | 17  | AWA                                         | Wayne Boyd Anthony Mantella Thomas Merrill Nicolás Varrone          | Duqueine M30 - D08            | M      | 737    |
| 15   | LMP3    | 17  | AWA                                         | Wayne Boyd Anthony Mantella Thomas Merrill Nicolás Varrone          | Nissan VK56DE 5.6 L V8        | M      | 737    |
| 16   | GTD     | 27  | Heart of Racing Team                        | Roman De Angelis Ian James Marco Sørensen Darren Turner             | Aston Martin Vantage AMR GT3  | M      | 729    |
| 16   | GTD     | 27  | Heart of Racing Team                        | Roman De Angelis Ian James Marco Sørensen Darren Turner             | Aston Martin 4.0 L Turbo V8   | M      | 729    |
| 17   | GTD Pro | 79  | WeatherTech Racing                          | Maro Engel Jules Gounon Daniel Juncadella Cooper MacNeil            | Mercedes-AMG GT3 Evo          | M      | 729    |
| 17   | GTD Pro | 79  | WeatherTech Racing                          | Maro Engel Jules Gounon Daniel Juncadella Cooper MacNeil            | Mercedes-AMG M159 6.2 L V8    | M      | 729    |
| 18   | GTD     | 44  | Magnus Racing                               | Andy Lally John Potter Spencer Pumpelly Nicki Thiim                 | Aston Martin Vantage AMR GT3  | M      | 729    |
| 18   | GTD     | 44  | Magnus Racing                               | Andy Lally John Potter Spencer Pumpelly Nicki Thiim                 | Aston Martin 4.0 L Turbo V8   | M      | 729    |
| 19   | GTD Pro | 3   | Corvette Racing                             | Antonio García Tommy Milner Jordan Taylor                           | Chevrolet Corvette C8.R GTD   | M      | 729    |
| 19   | GTD Pro | 3   | Corvette Racing                             | Antonio García Tommy Milner Jordan Taylor                           | Chevrolet 5.5 L V8            | M      | 729    |
| 20   | GTD Pro | 14  | Vasser Sullivan Racing                      | Ben Barnicoat Mike Conway Jack Hawksworth                           | Lexus RC F GT3                | M      | 729    |
| 20   | GTD Pro | 14  | Vasser Sullivan Racing                      | Ben Barnicoat Mike Conway Jack Hawksworth                           | Toyota 2UR 5.0 L V8           | M      | 729    |
| 21   | GTD     | 70  | Inception Racing                            | Brendan Iribe Marvin Kirchhöfer Ollie Millroy Frederik Schandorff   | McLaren 720S GT3              | M      | 729    |
| 21   | GTD     | 70  | Inception Racing                            | Brendan Iribe Marvin Kirchhöfer Ollie Millroy Frederik Schandorff   | McLaren M840T 4.0 L Turbo V8  | M      | 729    |
| 22   | GTD     | 66  | Gradient Racing                             | Mario Farnbacher Katherine Legge Marc Miller Sheena Monk            | Acura NSX GT3 Evo22           | M      | 729    |
| 22   | GTD     | 66  | Gradient Racing                             | Mario Farnbacher Katherine Legge Marc Miller Sheena Monk            | Acura 3.5 L Turbo V6          | M      | 729    |
| 23   | GTD     | 12  | Vasser Sullivan Racing                      | Kyle Kirkwood Frankie Montecalvo Aaron Telitz Parker Thompson       | Lexus RC F GT3                | M      | 728    |
| 23   | GTD     | 12  | Vasser Sullivan Racing                      | Kyle Kirkwood Frankie Montecalvo Aaron Telitz Parker Thompson       | Toyota 2UR 5.0 L V8           | M      | 728    |
| 24   | GTD Pro | 63  | Iron Lynx                                   | Mirko Bortolotti Andrea Caldarelli Romain Grosjean Jordan Pepper    | Lamborghini Huracán GT3 Evo 2 | M      | 728    |
| 24   | GTD Pro | 63  | Iron Lynx                                   | Mirko Bortolotti Andrea Caldarelli Romain Grosjean Jordan Pepper    | Lamborghini 5.2 L V10         | M      | 728    |
| 25   | GTD Pro | 9   | Pfaff Motorsports                           | Klaus Bachler Patrick Pilet Laurens Vanthoor                        | Porsche 911 GT3 R (992)       | M      | 728    |
| 25   | GTD Pro | 9   | Pfaff Motorsports                           | Klaus Bachler Patrick Pilet Laurens Vanthoor                        | Porsche 4.2 L Flat-6          | M      | 728    |
| 26   | GTD     | 93  | Racers' Edge Motorsports with WTR Andretti  | Ryan Briscoe Danny Formal Ashton Harrison Kyle Marcelli             | Acura NSX GT3 Evo22           | M      | 727    |
| 26   | GTD     | 93  | Racers' Edge Motorsports with WTR Andretti  | Ryan Briscoe Danny Formal Ashton Harrison Kyle Marcelli             | Acura 3.5 L Turbo V6          | M      | 727    |
| 27   | GTD     | 78  | US RaceTronics                              | Misha Goikhberg Benjamin Hites Marco Mapelli Loris Spinelli         | Lamborghini Huracán GT3 Evo 2 | M      | 726    |
| 27   | GTD     | 78  | US RaceTronics                              | Misha Goikhberg Benjamin Hites Marco Mapelli Loris Spinelli         | Lamborghini 5.2 L V10         | M      | 726    |
| 28   | GTD     | 1   | Paul Miller Racing                          | Corey Lewis Maxime Martin Bryan Sellers Madison Snow                | BMW M4 GT3                    | M      | 726    |
| 28   | GTD     | 1   | Paul Miller Racing                          | Corey Lewis Maxime Martin Bryan Sellers Madison Snow                | BMW SS58B30T0 3.0 L Turbo I6  | M      | 726    |
| 29   | LMP3    | 33  | Sean Creech Motorsport                      | João Barbosa Nico Pino Nolan Siegel Lance Willsey                   | Ligier JS P320                | M      | 725    |
| 29   | LMP3    | 33  | Sean Creech Motorsport                      | João Barbosa Nico Pino Nolan Siegel Lance Willsey                   | Nissan VK56DE 5.6 L V8        | M      | 725    |
| 30   | GTD     | 16  | Wright Motorsports                          | Ryan Hardwick Jan Heylen Dennis Olsen Zacharie Robichon             | Porsche 911 GT3 R (992)       | M      | 723    |
| 30   | GTD     | 16  | Wright Motorsports                          | Ryan Hardwick Jan Heylen Dennis Olsen Zacharie Robichon             | Porsche 4.2 L Flat-6          | M      | 723    |
| 31   | LMP3    | 38  | Performance Tech Motorsports                | Christopher Allen Connor Bloum John De Angelis Cameron Shields      | Ligier JS P320                | M      | 721    |
| 31   | LMP3    | 38  | Performance Tech Motorsports                | Christopher Allen Connor Bloum John De Angelis Cameron Shields      | Nissan VK56DE 5.6 L V8        | M      | 721    |
| 32   | GTD     | 023 | Triarsi Competizione                        | Andrea Bertolini Alessio Rovera Charlie Scardina Onofrio Triarsi    | Ferrari 296 GT3               | M      | 719    |
| 32   | GTD     | 023 | Triarsi Competizione                        | Andrea Bertolini Alessio Rovera Charlie Scardina Onofrio Triarsi    | Ferrari 3.0 L Turbo V6        | M      | 719    |
| 33   | GTD     | 77  | VOLT Racing with Wright Motorsports         | Alan Brynjolfsson Kévin Estre Trent Hindman Max Root                | Porsche 911 GT3 R (992)       | M      | 719    |
| 33   | GTD     | 77  | VOLT Racing with Wright Motorsports         | Alan Brynjolfsson Kévin Estre Trent Hindman Max Root                | Porsche 4.2 L Flat-6          | M      | 719    |
| 34   | GTD Pro | 53  | MDK Motorsports                             | Trenton Estep Jason Hart Mark Kvamme Jan Magnussen                  | Porsche 911 GT3 R (992)       | M      | 717    |
| 34   | GTD Pro | 53  | MDK Motorsports                             | Trenton Estep Jason Hart Mark Kvamme Jan Magnussen                  | Porsche 4.2 L Flat-6          | M      | 717    |
| 35   | LMP3    | 13  | AWA                                         | Matt Bell Orey Fidani Lars Kern Moritz Kranz                        | Duqueine M30 - D08            | M      | 717    |
| 35   | LMP3    | 13  | AWA                                         | Matt Bell Orey Fidani Lars Kern Moritz Kranz                        | Nissan VK56DE 5.6 L V8        | M      | 717    |
| 36   | GTD Pro | 23  | Heart of Racing Team                        | Ross Gunn David Pittard Alex Riberas                                | Aston Martin Vantage AMR GT3  | M      | 716    |
| 36   | GTD Pro | 23  | Heart of Racing Team                        | Ross Gunn David Pittard Alex Riberas                                | Aston Martin 4.0 L Turbo V8   | M      | 716    |
| 37   | LMP3    | 85  | JDC-Miller MotorSports                      | Till Bechtolsheimer Mason Filippi Tijmen van der Helm Luca Mars     | Duqueine M30 - D08            | M      | 715    |
| 37   | LMP3    | 85  | JDC-Miller MotorSports                      | Till Bechtolsheimer Mason Filippi Tijmen van der Helm Luca Mars     | Nissan VK56DE 5.6 L V8        | M      | 715    |
| 38   | GTD     | 19  | Iron Lynx                                   | Raffaele Giammaria Rolf Ineichen Franck Perera Claudio Schiavoni    | Lamborghini Huracán GT3 Evo 2 | M      | 714    |
| 38   | GTD     | 19  | Iron Lynx                                   | Raffaele Giammaria Rolf Ineichen Franck Perera Claudio Schiavoni    | Lamborghini 5.2 L V10         | M      | 714    |
| DNF  | GTD     | 57  | Winward Racing                              | Indy Dontje Philip Ellis Daniel Morad Russell Ward                  | Mercedes-AMG GT3 Evo          | M      | 710    |
| DNF  | GTD     | 57  | Winward Racing                              | Indy Dontje Philip Ellis Daniel Morad Russell Ward                  | Mercedes-AMG M159 6.2 L V8    | M      | 710    |
| 40   | GTD     | 80  | AO Racing Team                              | P. J. Hyett Gunnar Jeannette Sebastian Priaulx Harry Tincknell      | Porsche 911 GT3 R (992)       | M      | 710    |
| 40   | GTD     | 80  | AO Racing Team                              | P. J. Hyett Gunnar Jeannette Sebastian Priaulx Harry Tincknell      | Porsche 4.2 L Flat-6          | M      | 710    |
| 41   | GTD     | 32  | Team Korthoff Motorsports                   | Maximilian Götz Mikaël Grenier Kenton Koch Mike Skeen               | Mercedes-AMG GT3 Evo          | M      | 709    |
| 41   | GTD     | 32  | Team Korthoff Motorsports                   | Maximilian Götz Mikaël Grenier Kenton Koch Mike Skeen               | Mercedes-AMG M159 6.2 L V8    | M      | 709    |
| DNF  | GTP     | 6   | Porsche Penske Motorsport                   | Dane Cameron Mathieu Jaminet Nick Tandy                             | Porsche 963                   | M      | 700    |
| DNF  | GTP     | 6   | Porsche Penske Motorsport                   | Dane Cameron Mathieu Jaminet Nick Tandy                             | Porsche 9RD 4.6 L Turbo V8    | M      | 700    |
| 43   | GTD     | 91  | Kelly-Moss with Riley                       | Julien Andlauer Kay van Berlo Jaxon Evans Alan Metni                | Porsche 911 GT3 R (992)       | M      | 699    |
| 43   | GTD     | 91  | Kelly-Moss with Riley                       | Julien Andlauer Kay van Berlo Jaxon Evans Alan Metni                | Porsche 4.2 L Flat-6          | M      | 699    |
| 44   | GTD     | 96  | Turner Motorsport                           | Michael Dinan Robby Foley Patrick Gallagher Jens Klingmann          | BMW M4 GT3                    | M      | 695    |
| 44   | GTD     | 96  | Turner Motorsport                           | Michael Dinan Robby Foley Patrick Gallagher Jens Klingmann          | BMW SS58B30T0 3.0 L Turbo I6  | M      | 695    |
| 45   | GTD Pro | 64  | TGM/TF Sport                                | Ted Giovanis Hugh Plumb Matt Plumb Owen Trinkler                    | Aston Martin Vantage AMR GT3  | M      | 674    |
| 45   | GTD Pro | 64  | TGM/TF Sport                                | Ted Giovanis Hugh Plumb Matt Plumb Owen Trinkler                    | Aston Martin 4.0 L Turbo V8   | M      | 674    |
| 46   | GTD     | 83  | Iron Dames                                  | Sarah Bovy Rahel Frey Michelle Gatting Doriane Pin                  | Lamborghini Huracán GT3 Evo 2 | M      | 659    |
| 46   | GTD     | 83  | Iron Dames                                  | Sarah Bovy Rahel Frey Michelle Gatting Doriane Pin                  | Lamborghini 5.2 L V10         | M      | 659    |
| DNF  | GTD     | 21  | AF Corse                                    | Francesco Castellacci Simon Mann Miguel Molina Luis Pérez Companc   | Ferrari 296 GT3               | M      | 655    |
| DNF  | GTD     | 21  | AF Corse                                    | Francesco Castellacci Simon Mann Miguel Molina Luis Pérez Companc   | Ferrari 3.0 L Turbo V6        | M      | 655    |
| 48   | GTP     | 25  | BMW M Team RLL                              | Connor De Phillippi Colton Herta Sheldon van der Linde Nick Yelloly | BMW M Hybrid V8               | M      | 652    |
| 48   | GTP     | 25  | BMW M Team RLL                              | Connor De Phillippi Colton Herta Sheldon van der Linde Nick Yelloly | BMW P66/3 4.0 L Turbo V8      | M      | 652    |
| DNF  | LMP2    | 20  | High Class Racing                           | Dennis Andersen Anders Fjordbach Ed Jones Raffaele Marciello        | Oreca 07                      | M      | 646    |
| DNF  | LMP2    | 20  | High Class Racing                           | Dennis Andersen Anders Fjordbach Ed Jones Raffaele Marciello        | Gibson GK428 4.2 L V8         | M      | 646    |
| DNF  | GTD Pro | 95  | Turner Motorsport                           | Bill Auberlen John Edwards Chandler Hull Bruno Spengler             | BMW M4 GT3                    | M      | 635    |
| DNF  | GTD Pro | 95  | Turner Motorsport                           | Bill Auberlen John Edwards Chandler Hull Bruno Spengler             | BMW SS58B30T0 3.0 L Turbo I6  | M      | 635    |
| DNF  | LMP3    | 87  | FastMD Racing                               | Nick Boulle Yu Kanamaru Antonio Serravalle James Vance              | Duqueine M30 - D08            | M      | 618    |
| DNF  | LMP3    | 87  | FastMD Racing                               | Nick Boulle Yu Kanamaru Antonio Serravalle James Vance              | Nissan VK56DE 5.6 L V8        | M      | 618    |
| DNF  | LMP2    | 18  | Era Motorsport                              | Ryan Dalziel Oliver Jarvis Dwight Merriman Christian Rasmussen      | Oreca 07                      | M      | 510    |
| DNF  | LMP2    | 18  | Era Motorsport                              | Ryan Dalziel Oliver Jarvis Dwight Merriman Christian Rasmussen      | Gibson GK428 4.2 L V8         | M      | 510    |
| DNF  | LMP3    | 36  | Andretti Autosport                          | Jarett Andretti Gabriel Chaves Dakota Dickerson Rasmus Lindh        | Ligier JS P320                | M      | 371    |
| DNF  | LMP3    | 36  | Andretti Autosport                          | Jarett Andretti Gabriel Chaves Dakota Dickerson Rasmus Lindh        | Nissan VK56DE 5.6 L V8        | M      | 371    |
| DNF  | LMP3    | 43  | MRS GT-Racing                               | Sebastián Álvarez Danial Frost Guilherme Oliveira Alex Vogel        | Ligier JS P320                | M      | 368    |
| DNF  | LMP3    | 43  | MRS GT-Racing                               | Sebastián Álvarez Danial Frost Guilherme Oliveira Alex Vogel        | Nissan VK56DE 5.6 L V8        | M      | 368    |
| DNF  | GTD     | 42  | NTE Sport                                   | Jaden Conwright Alessio Deledda Kerong Li Don Yount                 | Lamborghini Huracán GT3 Evo 2 | M      | 356    |
| DNF  | GTD     | 42  | NTE Sport                                   | Jaden Conwright Alessio Deledda Kerong Li Don Yount                 | Lamborghini 5.2 L V10         | M      | 356    |
| DNF  | GTD Pro | 62  | Risi Competizione                           | James Calado Alessandro Pier Guidi Davide Rigon Daniel Serra        | Ferrari 296 GT3               | M      | 349    |
| DNF  | GTD Pro | 62  | Risi Competizione                           | James Calado Alessandro Pier Guidi Davide Rigon Daniel Serra        | Ferrari 3.0 L Turbo V6        | M      | 349    |
| DNF  | GTD     | 92  | Kelly-Moss with Riley                       | Jeroen Bleekemolen David Brule Andrew Davis Alec Udell              | Porsche 911 GT3 R (992)       | M      | 278    |
| DNF  | GTD     | 92  | Kelly-Moss with Riley                       | Jeroen Bleekemolen David Brule Andrew Davis Alec Udell              | Porsche 4.2 L Flat-6          | M      | 278    |
| DNF  | LMP2    | 11  | TDS Racing                                  | Scott Huffaker Mikkel Jensen Steven Thomas Rinus VeeKay             | Oreca 07                      | M      | 249    |
| DNF  | LMP2    | 11  | TDS Racing                                  | Scott Huffaker Mikkel Jensen Steven Thomas Rinus VeeKay             | Gibson GK428 4.2 L V8         | M      | 249    |
| DNF  | GTD     | 75  | SunEnergy1 Racing                           | Kenny Habul Axcil Jefferies Fabian Schiller Luca Stolz              | Mercedes-AMG GT3 Evo          | M      | 233    |
| DNF  | GTD     | 75  | SunEnergy1 Racing                           | Kenny Habul Axcil Jefferies Fabian Schiller Luca Stolz              | Mercedes-AMG M159 6.2 L V8    | M      | 233    |
| DNF  | LMP3    | 74  | Riley Motorsports                           | Glenn van Berlo Josh Burdon Felipe Fraga Gar Robinson               | Ligier JS P320                | M      | 89     |
| DNF  | LMP3    | 74  | Riley Motorsports                           | Glenn van Berlo Josh Burdon Felipe Fraga Gar Robinson               | Nissan VK56DE 5.6 L V8        | M      | 89     |
| DNF  | GTD     | 47  | Cetilar Racing                              | Alessandro Balzan Antonio Fuoco Roberto Lacorte Giorgio Sernagiotto | Ferrari 296 GT3               | M      | 44     |
| DNF  | GTD     | 47  | Cetilar Racing                              | Alessandro Balzan Antonio Fuoco Roberto Lacorte Giorgio Sernagiotto | Ferrari 3.0 L Turbo V6        | M      | 44     |

1962 · 1963 · 1964 · 1965 · 1966 · 1967 · 1968 · 1969 · 1970 · 1971 · 1972 · 1973 · 1974 · 1975 · 1976 · 1977 · 1978 · 1979 · 1980 · 1981 · 1982 · 1983 · 1984 · 1985 · 1986 · 1987 · 1988 · 1989 · 1990 · 1991 · 1992 · 1993 · 1994 · 1995 · 1996 · 1997 · 1998 · 1999 · 2000 · 2001 · 2002 · 2003 · 2004 · 2005 · 2006 · 2007 · 2008 · 2009 · 2010 · 2011 · 2012 · 2013 · 2014 · 2015 · 2016 · 2017 · 2018 · 2019 · 2020 · 2021 · 2022 · 2023 · 2024 · 2025